# Molnári
Molnári (kroatisch Mlinarci) ist eine ungarische Gemeinde im Kreis Letenye im Komitat Zala.

## Geografische Lage
Molnári ist die südlichste Gemeinde im Kreis Letenye. Sie liegt 500 Meter vom Fluss Mura entfernt, der die Grenze zu Kroatien bildet. Nachbargemeinden sind Semjénháza, Tótszerdahely und Murakeresztúr. Zwei Kilometer südlich, jenseits der Grenze liegt die kroatische Gemeinde Kotoriba.

## Sehenswürdigkeiten
- Paneuropäisches Denkmal (Páneurópai emlékmű)
- Römisch-katholische Kirche Rózsafűzér Királynője, erbaut 1989 nach Plänen von Gyula Káldi
- Römisch-katholische Kapelle (kápolna)
- Weltkriegsdenkmal (I. és II. világháború áldozatai emlékére)

## Verkehr
In Molnári treffen die Landstraßen Nr. 6834 und Nr. 6835 aufeinander. Der nächstgelegene Bahnhof befindet sich ungefähr vier Kilometer südöstlich in Murakeresztúr.